# Atarba fiebrigi
Atarba fiebrigi är en tvåvingeart som beskrevs av Alexander 1922. Atarba fiebrigi ingår i släktet Atarba och familjen småharkrankar.
Artens utbredningsområde är Paraguay. Inga underarter finns listade i Catalogue of Life.